# Louis Carré (calciatore)
Louis Carré (Liegi, 7 gennaio 1925 – Liegi, 10 giugno 2002) è stato un calciatore belga, di ruolo difensore.

## Carriera
Ha partecipato con la nazionale belga ai Mondiali 1954.

## Palmarès

### Club

#### Competizioni nazionali
- Campionato belga: 2

RFC Liegi: 1951-1952, 1952-1953